# 펑리수

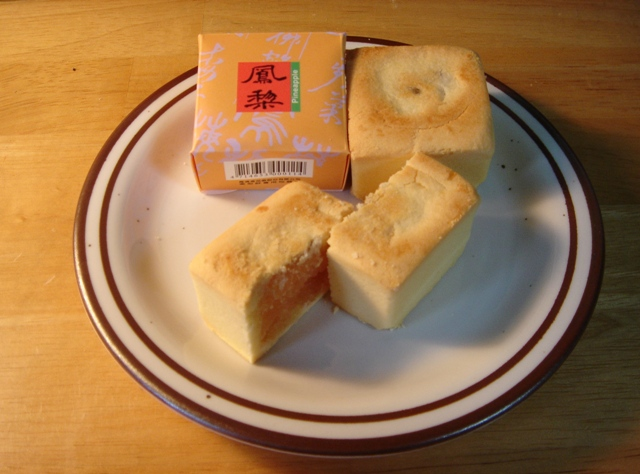
펑리수

펑리수(중국어 간체자: 凤梨酥, 정체자: 鳳梨酥, 병음: fènglísū, 백화자: ông-lâi-so͘, 한국 한자음: 봉리소) 또는 옹라이소(중국어 정체자: 王梨酥, 백화자: ông-lâi-so͘, 한국 한자음: 왕리수)는 파인애플 잼과 버터, 밀가루, 달걀, 설탕 등을 원료로 넣어 구운 과자로, 타이완의 대표 과자이다. 일부 제빵사는 과자에 들어갈 잼을 만들 때 파인애플을 동아로 대체하거나 추가로 넣기도 한다. 푸석푸석하고 향기로운 껍질과 쫀득하고 달콤한 과일로 채워진 속으로 되어 있어서 차나 다른 음료와 궁합이 좋다.

## 기원
타이완의 전통 결혼에서, 결혼 케이크는 여섯 가지 의식을 상징하는 여섯 가지 맛을 갖고 있다. 그 중 하나가 파인애플이다. 타이완어로 파인애플을 의미하는 옹라이(중국어 정체자: 王梨, 백화자: ông-lâi, 한국 한자음: 왕리)는 단계를 의미하는 옹라이(중국어 정체자: 旺來, 백화자: ōng-lâi, 한국 한자음: 왕래)와 발음이 거의 유사하다. 이는 번영하다라는 의미를 곧 가지고 있는데, 또한 다산을 의미하기도 한다. 또한, 파인애플은 조상숭배를 하는 공물 중 하나기도 하다.

## 같이 보기
- 대만 요리